# Moments
Moments är Blue for Twos femte musikalbum utgivet i september 1997. Inspelad våren 1995 till hösten 1996 i Music-A-Matic Studio, Göteborg.
Producerad av Henryk Lipp och Charlie Storm.   
Som singlar släpptes "White" och "Skin" (med sångerskan Cecilia Nordlund).  
Gruppens mest elektroniska album, som innehåller långa svävande ljudbyggen som drar åt bubblande ambienta atmosfärer, element från techno och triphop, kryddat med kontinentala klanger. Skivan släpptes på det lilla skivbolaget  sw/EDEN (South West of Eden), skapat av Ulrich Hillebrand, en av männen bakom det förra skivbolaget Radium 226.05.
Blue For Two åkte på turné våren 1998 med Charlie Storm, Chips Kiesbye och Pål Eneroth. De spelade bl.a. på Pusterviksteatern i Göteborg 21 mars 1998.

## Låtlista[5]
1. Moments – 3:18
2. Mercy – 5:14
3. White – 3:32
4. Tornado – 5:41
5. Bilbao – 7:56
6. Sky – 4:26
7. Skin – 7:34
8. Heat – 3:18
9. A to Z - 4:31

All musik: Lipp,Wadling, Storm
All text: Lipp,Wadling, förutom Mercy (Lipp, Anders Holm), Heat (Lipp)

## Musiker
- Freddie Wadling - sång
- Henryk Lipp - instrument och programmering
- Charlie Storm - instrument och programmering
- Kevin Willoughby - akustisk gitarr "Mercy"
- Cecilia Nordlund  - sång "Skin"
- K Ingram - akustisk gitarr och munspel  "Mercy"
- DJ Shortcut - scratching